# Абдул-Вахид I
Абу Мухаммед Абд аль-Вахид ибн Юсуф, также известный как Абдул-Вахид I (араб.  أبو محمد عبد الواحد بن يوسف‎, ок. 1153 — 1224) — шестой халиф династии Альмохадов, правитель Марокко в 1224 году.
Абд аль-Вахид был сыном великого правителя Альмохадов Абу Якуб Юсуфа и младшим братом покойного халифа Якуб аль-Мансура. Он отличился в походе в аль-Андалус и был назначен губернатором Малаги в 1202 году. В 1206 году он служил в течение некоторого времени губернатором Сиджильмасы, а около 1221 года на короткое время стал губернатором Севильи.
Абд аль-Вахид вернулся в Марракеш в феврале 1224 года, когда его внучатый племянник, молодой халиф Абу Якуб Юсуф II, случайно погиб, не оставив наследников. Визирь Абу Саид Осман ибн-Джами немедленно обратился к пожилому Абд аль-Вахиду (ему было не меньше 60 лет) и представил его шейхам, которые избрали его новым халифом. Однако поспешность избрания и вероятные нарушения процедуры избрания возмутили племянников Абд аль-Вахида, правивших в Аль-Андалусе. Как и другие придворные и члены правящей династии, они, вероятно, надеялись возвести на трон менее опытного и более гибкого кандидата, чтобы получить больше автономии в управлении провинциями, как это было во время халифата Юсуфа II.
Это был первый серьёзный династический кризис в государстве Альмохадов. Несмотря на все разногласия, против Абд аль-Вахида сформировалась настоящая коалиция шейхов. Подстрекаемые неким Абу Зайд ибн-Юджаном, бывшим высокопоставленным чиновником, который был изгнан ибн-Джами, мятежные шейхи избрали в Севилье собственного халифа, Абдаллу аль-Адиля и приступили к переправе войск из Испании в Марокко, против Абд аль-Вахида.
В итоге новый халифат продлится недолго. Ибн-Юджан наладил старые связи в южной части Марокко, в частности, с Абу Закарией, шейхом племени Хинтата, и Юсуфом ибн-Али, правителем Тинмала, которые захватили дворец халифа в Марракеше и изгнали ибн-Джами и его сторонников. Ибн-Джами был в конечном счёте убит, будучи в изгнании в горах Атласа. Халиф Абд аль-Вахид I был задушен в сентябре 1224 года. В хрониках он часто упоминается под прозвищем «al-Makhlu» — «Свергнутый».